# Elliott Cho
Elliott Cho (* 25. September 1994 in Honolulu, Hawaii) ist ein US-amerikanischer Schauspieler.

## Leben
Elliott Cho stand im Jahr 2002 das erste Mal vor der Kamera. Dabei spielte er in der Fernsehserie What’s Up, Dad? in zwei Folgen zwei unterschiedliche Rollen. In der Fernsehserie All About the Andersons wirkte Cho in drei Folgen als Andrew mit. Ein Jahr später spielte er in der Folge Süße Stunden von Gilmore Girls einen koreanischen Jungen. Im selben Jahr stand er neben Will Ferrell in der Komödie Fußballfieber – Elfmeter für Daddy als Mittelfeldspieler in einer Nebenrolle vor der Kamera. Neben Adam Sandler erhielt Cho eine Rolle als japanischer Junge in Klick (2006). Es folgte eine Kurzauftritt in einer weiteren Komödie von Will Ferrell, Die Eisprinzen. Des Weiteren sah man ihn 2009 in Verrückt nach Steve, in einer kleinen Rolle als Daniel, von Phil Traill mit Sandra Bullock, Thomas Haden Church und Bradley Cooper in den Hauptrollen.

## Filmografie
- 2002–2003: What’s Up, Dad? (My Wife and Kids, Fernsehserie, zwei Folgen)
- 2004: All About the Andersons (Fernsehserie, drei Folgen)
- 2005: Gilmore Girls (Fernsehserie, Folge 5x12 Süße Stunden)
- 2005: Fußballfieber – Elfmeter für Daddy (Kicking & Screaming)
- 2006: Klick (Click)
- 2007: Die Eisprinzen (Blades of Glory)
- 2009: Verrückt nach Steve (All About Steve)